# Perissocytheridea tschoppi
Perissocytheridea tschoppi is een mosselkreeftjessoort uit de familie van de Cytherideidae.